# Vernonanthura
Vernonanthura är ett släkte av korgblommiga växter. Vernonanthura ingår i familjen korgblommiga växter.

## Dottertaxa tillVernonanthura, i alfabetisk ordning[1]
- Vernonanthura almedae
- Vernonanthura amplexicaulis
- Vernonanthura angulata
- Vernonanthura auriculata
- Vernonanthura beyrichii
- Vernonanthura brasiliana
- Vernonanthura buxifolia
- Vernonanthura catharinensis
- Vernonanthura chamaedrys
- Vernonanthura chaquensis
- Vernonanthura cichoriifolia
- Vernonanthura cocleana
- Vernonanthura condensata
- Vernonanthura cordata
- Vernonanthura crassa
- Vernonanthura cuneifolia
- Vernonanthura cupularis
- Vernonanthura cymosa
- Vernonanthura deppeana
- Vernonanthura discolor
- Vernonanthura divaricata
- Vernonanthura fagifolia
- Vernonanthura ferruginea
- Vernonanthura fuertesii
- Vernonanthura havanensis
- Vernonanthura hieracioides
- Vernonanthura ignobilis
- Vernonanthura laxa
- Vernonanthura lindbergii
- Vernonanthura lipeoensis
- Vernonanthura loretensis
- Vernonanthura lucida
- Vernonanthura mariana
- Vernonanthura membranacea
- Vernonanthura menthaefolia
- Vernonanthura montevidensis
- Vernonanthura mucronulata
- Vernonanthura nebularum
- Vernonanthura nudiflora
- Vernonanthura oligactoides
- Vernonanthura oligolepis
- Vernonanthura paludosa
- Vernonanthura petiolaris
- Vernonanthura phaeoneura
- Vernonanthura phosphorica
- Vernonanthura pinguis
- Vernonanthura piresii
- Vernonanthura prenanthoides
- Vernonanthura pseudonudiflora
- Vernonanthura puberula
- Vernonanthura rigiophylla
- Vernonanthura sambrayana
- Vernonanthura santacruzensis
- Vernonanthura schulziana
- Vernonanthura sinclairii
- Vernonanthura squamulosa
- Vernonanthura subverticillata
- Vernonanthura tuerckheimii
- Vernonanthura tweedieana
- Vernonanthura warmingiana
- Vernonanthura westiniana
- Vernonanthura vinhae
- Vernonanthura viscidula
- Vernonanthura yurimaguasensis